# Astragalus borealimongolicus
Astragalus borealimongolicus es una especie de planta del género Astragalus, de la familia de las leguminosas, orden Fabales.
Fue descrita científicamente por Y. Z. Zhao.